# Boris Trakhtenbrot
Boris (Boaz) Avraamovich Trakhtenbrot (em russo:  Борис Авраамович Трахтенброт; Brichevo, 19 de fevereiro de 1921 – 19 de setembro de 2016) ou Boaz (Boris) Trakhtenbrot (em hebraico:  בועז טרכטנברוט) foi um matemático russo-israelense.
Seus campos de trabalho são lógica matemática, algoritmo, teoria da computação e cibernética. Trabalhou na Akademgorodok, Novosibirsk, durante as décadas de 1960 e 1970. Foi professor da Faculdade de Ciências Exatas da Universidade de Tel Aviv.
Em 1964 Trakhtenbrot descobriu e provou um resultado fundamental em ciência da computação teórica denominado teorema do intervalo. Ele também descobriu e provou o que é atualmente conhecido como teorema de Trakhtenbrot que é um teorema em lógica, teoria dos modelos e teoria da computabilidade.
Morreu em 19 de setembro de 2016, aos 95 anos.